# Famille de Dietrichstein
Pour les articles homonymes, voir Dietrichstein (homonymie).
La famille de Dietrichstein est une lignée des nobles originaire du château de Dietrichstein près de Feldkirchen en Carinthie qui est documentée dès l'an 1003. D'abord, ils étaient ministériels des ducs de Carinthie et des princes-évêques de Bamberg.
En 1506, sous le règne de Maximilien Ier d'Autriche, la fonction de grand échanson de Carinthie passa à Pankraz von Dietrichstein, l'ancêtre de la lignée princière. En 1624, son arrière petit-fils, le cardinal Franz Seraph von Dietrichstein fut élevé au rang de prince du Saint-Empire par décret de l'empereur Fredinand II.
La dynastie, après le congrès de Vienne en 1815 des Standesherren, s'éteint en 1864. Le comte Alexandre de Mensdorff-Pouilly, ancien ministre-président d'Autriche et époux de la comtesse Alexandrine von Dietrichstein, héritière du prince Joseph, obtint par diplôme impérial du 20 mars 1869 le titre de prince Dietrichstein zu Nikolsburg.

## Lignes
La première maison de Dietrichstein, issue des seigneurs edelfrei de Projern-Leonstein s'est éteinte au début du XIVe siècle. La deuxième maison de Dietrichstein provient de la famille von Nussberg, qui apparaît en Carinthie en 1250 avec Mathias von Nussberg (avec un château près de Sankt Veit an der Glan). Nikolaus I de Nussberg et Saint-Veit (vers 1290-1304) a épousé une héritière de Rudolf von Dietrichstein. Parmi ses fils, Nikolaus s'est appelé « von Dietrichstein » et est devenu l'ancêtre de la jeune famille Dietrichstein, tandis que son frère Ortholf a continué à s'appeler « von Nussberg und St. Veit ».
La famille s'est ensuite scindée en deux lignées principales : la lignée de Weichselstätt-Rabenstein, qui s'est éteinte en 1861, et la lignée de Hollenburg-Finkenstein dont sont issues deux branches :
La branche aînée (« de Hollenburg » ou autrichienne) et la branche cadette (« de Nikolsburg » ou princière), qui fut élevée au rang de baron du Saint-Empire en 1514, au rang de comte du Saint-Empire en 1600 et 1612 et enfin au rang de prince du Saint-Empire en 1624 pour la primogéniture. À partir de 1575, les membres de cette lignée possédaient l'importante seigneurie de Nikolsburg (Mikulov) en Moravie.
En 1676, Gundekar von Dietrichstein à Nikolsburg acquit le château de Libochovice et le fit reconstruire dans le style baroque. Le 3e prince a acquis le titre de comte de Tarasp en 1684. Ce comté appartenant aux Trois Ligues était un territoire avec immédiateté impériale et vaut à la famille un siège à la Diète d'Empire. Avec le recès d'Empire de 1803 dans le cadre de la réorganisation du Saint Empire romain germanique, Tarasp est tombée aux mains de la République helvétique en tant que dernière enclave autrichienne en Suisse.
Le 6e prince a acquis le titre de comte de Proskau en 1769 en tant qu'héritier de son grand-père maternel, le 7e prince a acquis le titre de comte de Leslie en 1802 en tant qu'héritier du dernier comte Leslie de Balquhaine. La branche princière de Nikolsburg et Libochovice s'éteignit dans la lignée masculine en 1864 avec la mort du 10e prince de Dietrichstein. Le mari de sa petite-fille, le comte Alexandre de Mensdorff-Pouilly, reçut alors le titre de prince. Cependant, cette deuxième continuation des Dietrichstein dans la lignée féminine se termina également en 1964 dans la lignée masculine.

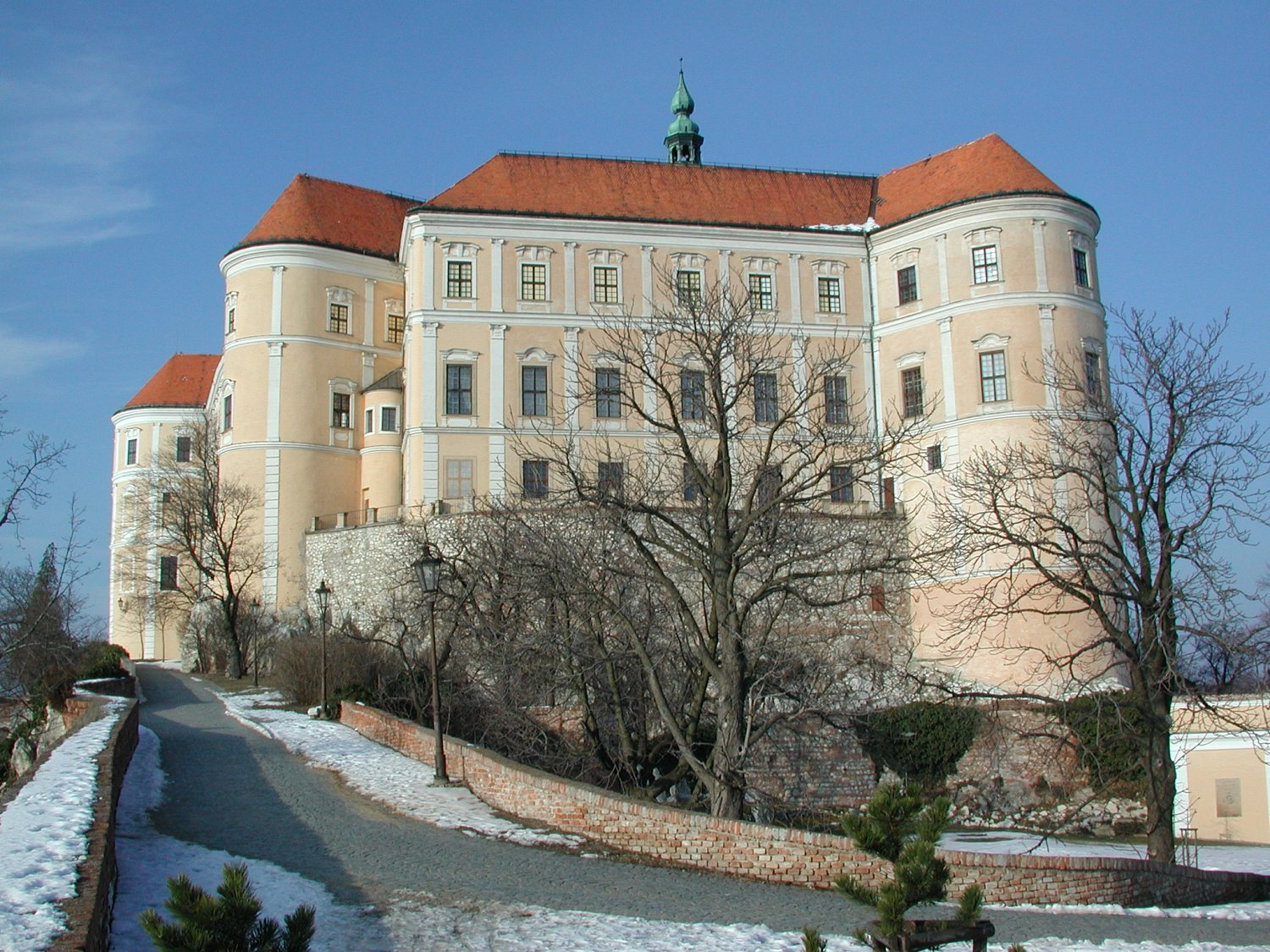
Château de Nikolsburg, Moravie
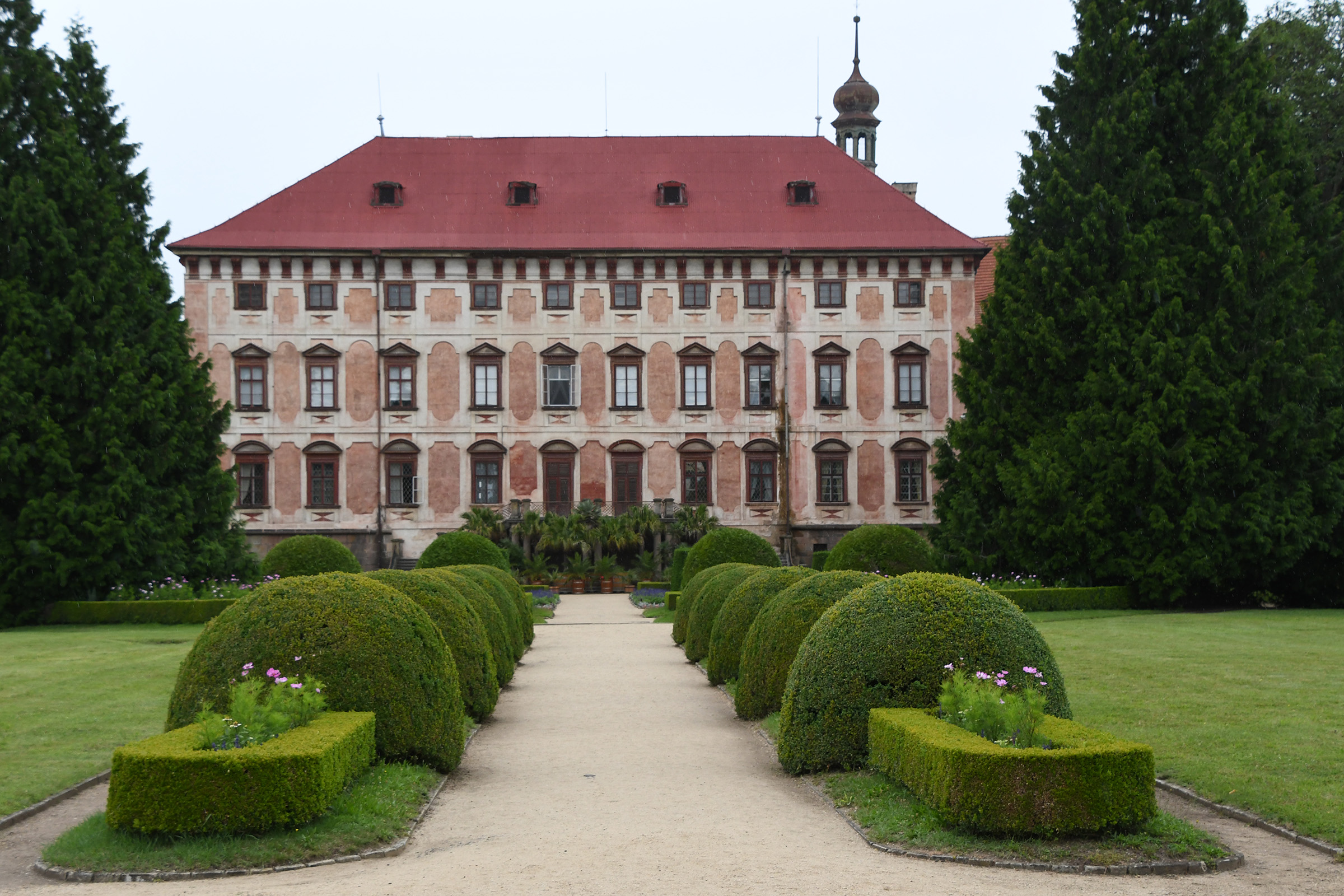
Château de Libochovice, Bohème
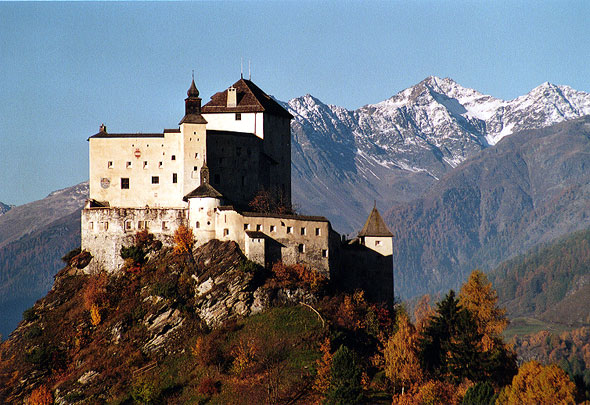
Château de Tarasp, Suisse

## Personnalités
- Pankraz von Dietrichstein (1446-1508), lutta contre le roi hongrois Mathias Corvin en 1483 puis les Turcs à Villach en 1492 avant de devenir grand échanson de Carinthie dès 1506 ;
- Siegmund von Dietrichstein (de) (1484-1533), son fils, favori de Maximilien Ier et compagnon d'armes de Georg von Frundsberg ;
- Adam von Dietrichstein (de) (1527-1590), fils du précédent, participa activement aux traités de Passau (1552) et d'Augsbourg (1555) et fut ambassadeur auprès de Rodolphe II.

### Princes von Dietrichstein
- Franz Seraph von Dietrichstein (1570-1636), fils d'Adam von Dietrichstein, cardinal, évêque d'Olomouc, élevé au rang de prince du Saint-Empire en 1624 ;
- Maximilian von Dietrichstein (de) (1596-1655), son neveu, seigneur de Nikolsburg (Mikulov) en Moravie, diplomate et ministre au service de la monarchie de Habsbourg ;
- Ferdinand Joseph von Dietrichstein (de) (1636-1698), son fils, seigneur de Nikolsburg et comte princier de Tarasp, ministre au service de l'empereur Léopold Ier.
- Karl Maximilian von Dietrichstein (de) (1702-1784), seigneur de Nikolsburg, comte de Proskau en Silésie, homme d'État autrichien et chevalier de l'ordre de la Toison d'or ;
- Franz Joseph von Dietrichstein (1767-1854), son petit-fils, seigneur de Nikolsburg, major général de l'armée impériale ;
  - Joseph Franz von Dietrichstein (1798-1858), prince allemand, général de division, fils de Franz Joseph von Dietrichstein ;
- Moritz von Dietrichstein (1775-1864), frère du précédent, officier et fonctionnaire au service de l'empire d'Autriche.

### Princes de Dietrichstein-Mensdorff-Pouilly
- Alexandre de Mensdorff-Pouilly, prince Dietrichstein (1813-1871) ;
  - Hugo Alfons, prince Dietrichstein-Mensdorff-Pouilly (1858-1920) fils aîné du précédent, avant-dernier porteur du titre de Prince de Dietrichstein ;
    - Alexander Albert Olivier Anton, Prince Dietrichstein, comte de Mensdorff-Pouilly (1899–1964), fils du précédent, dernier porteur du titre de Prince de Dietrichstein ;

  - Albert von Mensdorff-Pouilly-Dietrichstein (1861-1945), comte de Mensdorff-Pouilly-Dietrichstein, frère cadet de Hugo, diplomate austro-hongrois.

### Autres membres
- Johanna Beatrix von Dietrichstein-Nikolsburg (1625-1676)
- Edmunda Maria von Dietrichstein-Nikolsburg
- Andreas Jakob von Dietrichstein (1689-1753)
- Sigmund Helfried von Dietrichstein (de) (1635-1698)
- Moritz II. von Dietrichstein-Proskau-Leslie (1801-1852)